# Mundo da Leitura
Mundo da Leitura é um programa infantil de televisão brasileiro que foi produzido pelo Canal Futura em parceria com uma equipe interdisciplinar da Universidade de Passo Fundo (UPF), no município de Passo Fundo, estado do Rio Grande do Sul. O programa estreou pela UPFTV em 2003, sendo exibida pouco tempo depois pela TVE RS em 26 de julho do mesmo ano, levando a produção a ser exibida em todo o Rio Grande do Sul. Dois anos mais tarde, em 12 de outubro de 2005, Dia das Crianças no Brasil, o programa teve sua estreia em todo o país pelo Canal Futura. A série teve sua produção finalizada em dezembro de 2015, totalizando dez anos de exibição e 21 temporadas. O último episódio foi ao ar pelo Futura em 10 de fevereiro de 2016.
O programa é ambientado em uma biblioteca localizada na Universidade de Passo Fundo, homônima ao nome da série, onde ocorre uma trama com aventuras do gato leitor Gali-Leu e seus amigos, que protegem o Mundo da Leitura da vilã Ratazana. Gali-Leu é um fantoche, assim como Ratazana e a maioria dos personagens principais, porém entre estes há alguns adultos, além das crianças que visitam o espaço para prática da leitura. No decorrer do programa os pequenos interagem com os protagonistas e participam de quadros educativos, muitos dos quais voltados ao incentivo à leitura infantil. A história foi baseada no livro Aventuras e Desventuras De Gali-leu, o Gato, de Paulo Becker, que também teve uma continuação chamada Dia de Gato.
Ao longo de sua exibição original, a série recebeu diversos prêmios, dentre eles o Prêmio Açorianos de Literatura (2004) e premiações no Gramado Cine Vídeo (2004, 2006 e 2007) e foi reconhecida em 2016 como o terceiro melhor projeto de incentivo à leitura entre o público infantil pela Fundação Nacional do Livro Infantil e Juvenil.

## Enredo
A história atua como uma continuação do livro As Aventuras e Desventuras de Gali-leu, o Gato, lançado no mesmo ano que o programa estreou. Os primeiros episódios são focados na relação amorosa de Gali-leu, o gato leitor que mora no Mundo da Leitura com sua namorada Borralheira. A vilã, uma rata chamada Ratazana quer dominar o Mundo da Leitura juntamente de seu comparsa Reco-Reco, que ela usa para se aproximar de Gali-leu. Ratazana tem seus planos constantemente arruinados por conta de Borralheira, o que faz com que Ratazana mude seus planos para tentar afastar Borralheira de Gali-leu. Depois de muito drama e rivalidade entre Borralheira e Ratazana, Gali-leu se casa com Borralheira.
Após o casamento, a história se focam em Gali-leu, que busca trabalhar como escritor e Borralheira mostrando drama em relação a seu amor com Gali-leu e se eles poderão ter filhos. Ratazana retorna usando um website para ganhar dinheiro na internet como uma cartomante virtual chamada "Cassandra". Com isso, Gali-leu e Borralheira acabam procurando ajuda com Cassandra (sem saberem que era a Ratazana) para descobrir se teriam um futuro próspero nas suas metas e Ratazana tira proveito disso para tentar enganá-lo, buscando arruinar a carreira de Gali-leu e separar ele de Borralheira novamente. Ao fim, o casal descobre a farsa, Ratazana acaba falindo no negócio e Borralheira fica grávida de dois gêmeos, Alberto e Alice.
Os últimos episódios são focados nos filhos de Gali-leu e Borralheira: Alberto e Alice já crescidos e frequentando a escola, com Ratazana voltando a antagonizar ocasionalmente e também ocorrendo episódios relacionados a bullying, obesidade, estudos, entre outros desafios da infância.

## O Mundo da Leitura
O Mundo da Leitura é uma biblioteca onde moram Gali-Leu e Borralheira. Também mostra seus melhores amigos, Nathália, melhor amiga de Borralheira e Mil-Faces, o melhor amigo de Gali-Leu. Eles vivem em um mundo cercado de livros.

## Personagens

### Bonecos
- Gali-Leu: Um gato laranja, que não come ratos, e é um ótimo leitor, se casa com Borralheira e seu maior sonho é se tornar um escritor de sucesso, e publicar o seu livro. Na última temporada, a voz era de Cacá Sena.[7]
- Borralheira: Uma gata branca, que se casa com Gali-Leu e quer ter um filho com ele. Nascida e crescida na rua, ela adora capoeira, e é a melhor amiga de Nathália. Na última temporada, a voz era de Aniceia Dautoé.[7]
- Ratazana: Uma rata perversa, que busca estragar chances de Gali-Leu se tornar um escritor de sucesso. Ela junto com seu comparsa, Reco-Reco, tentam dominar o Mundo da Leitura. Na última temporada, a voz era Eliana Rodrigues Leite.[7]
- Reco-Reco: É um rato gago, que é melhor amigo de Gali-Leu. Em um capítulo, é revelado que ele só trabalha para Ratazana para não perder o único lugar que ele tem. Na última temporada, a voz era de Giancarlo Camargo.[7]
- Alberto e Alice: São os filhos gêmeos de Gali-Leu e Borralheira, nascidos na temporada de 2010 do programa.[1] Alberto se assemelha-se mais com o pai, também sendo laranja, no entanto usando óculos. Alice se assemelha-se com a mãe, também sendo branca. Na última temporada, os fantoches tinham a voz de Giancarlo Camargo e Nathália Brasil, respectivamente.[7]

### Humanos
- Natália: A melhor amiga de Borralheira, que também adora ler.[7] Era interpretada por Natália Bohrer Grazziotin até 2012.[11] A partir de 2013, foi substituída por Nathália Brasil.[12]
- Mil-Faces: É um palhaço, o melhor amigo de Gali-Leu.[7] Possui um alter-ego, o detetive All Faces. É interpretado por Giancarlo Camargo.

## Formato
O programa possui o formato de uma revista eletrônica, dividida em diferentes quadros. Cada episódio do programa possui duração aproximada de 25 minutos. Os episódios podem ser diferentes entre si, já que alguns deles podem conter apenas o quadro Dia de Gato, e outros deles possuem os outros segmentos com desafios e brincadeiras.
- Contação de Histórias: Apresentado no início do programa, o quadro apresenta histórias de vários autores através de teatro.
- Oficina: Mil-Faces, junto com uma criança convidada, ensina o espectador a criar objetos e brinquedos com materiais disponíveis em casa.
- Dia de Gato: Narra as aventuras dos personagens Gali-Leu, Borralheira, Ratazana e Reco-Reco junto de Nathália e Mil-Faces.
- Fique Esperto: Natália apresenta reportagens visitando diferentes locais e mostrando curiosidades sobre diferentes áreas do conhecimento como: saúde, esporte, arte, história, ciências, etc.[1]
- Essa é a Dica: Apresenta sugestões de leitura e dicas de CDs, DVDs e sites.[1]
- Jogo Mundo da Leitura: é um jogo realizado entre duas duplas de estudantes convidados, representando uma escola. Cada uma das duplas responde perguntas sobre um livro lido anteriormente pelos estudantes.[1]
- Correspondência: os personagens do programa respondem a cartas e e-mails enviados para os espectadores.[1]
- Com a Pulga Atrás da Orelha: é apresentado antes do fim de cada bloco do programa. Apresenta perguntas sobre curiosidades de diferentes assuntos.[1]

- Labirinto: é um quadro apresentado por Mil-Faces, no qual ele propõe um enigma, charada ou adivinhação para Gali-Leu. Os espectadores também são convidados a responder os enigmas propostos.[1]